# فيلق الجيش السابع (الفيرماخت)
فيلق الجيش السابع (VII. Armeekorps) كان فيلق في الجيش الألماني خلال الحرب العالمية الثانية. تم تدميره في أغسطس 1944 خلال هجوم Jassy-Kishinev (أغسطس 1944) .

## القادة
- المشاة العامة ( الجنرال دير المشاة ) ويلهلم آدم، أكتوبر 1934   - 1 أكتوبر 1935
- المدفعية العامة ( General der Artillerie ) فالتر فون رايخيناو، 1 أكتوبر 1935   - 4 فبراير 1938
- المشاة العامة ( General der Infanterie ) يوجين ريتر فون شوبرت ، 4 February 1938   - 31 يناير 1940
- اللفتنانت جنرال ( Generalleutnant ) جوتهارد هاينريسي ، 1 فبراير 1940   - أبريل 1940
- العقيد العام ( Generaloberst ) يوجين ريتر فون شوبيرت، 9 أبريل 1940   - 25 أكتوبر 1940
- المدفعية العامة ( General der Artillerie ) Wilhelm Fahrmbacher ، 25 أكتوبر 1940   - 8 يناير 1942
- المدفعية العامة ( General der Artillerie ) Ernst-Eberhard Hell ، 8 يناير 1942   - 5 أكتوبر 1943
- المشاة العامة ( General der Infanterie ) أنطون دوستلر ، 5 أكتوبر 1943   - 30 نوفمبر 1943
- المدفعية العامة ( General der Artillerie ) Ernst-Eberhard Hell ، 30 نوفمبر 1943   - أغسطس 1944

## منطقة العمليات
- بولندا - سبتمبر 1939 - مايو 1940
- فرنسا - مايو 1940 - يونيو 1941
- الجبهة الشرقية، القطاع المركزي - يونيو 1941 - أغسطس 1944

## روابط خارجية
- "VII. Armeekorps". Lexikon der Wehrmacht. مؤرشف من الأصل في 2019-09-16. اطلع عليه بتاريخ 2011-03-04.